# فهرست کلمنتز پرندگان جهان
فهرست کلمنتز پرندگان جهان (به انگلیسی: The Clements Checklist of Birds of the World) کتابی نوشته جیم کلمنتز است که فهرستی از گونه‌های پرندگان جهان را ارائه می‌دهد.
آخرین نسخه چاپ‌شده، نسخه ششم (۲۰۰۷) است، اما هر ساله به روز می‌شود، آخرین نسخه در سال ۲۰۲۲ است و توسط انتشارات دانشگاه کورنل منتشر می‌شود. نسخه‌های پیشین توسط اثر خود نویسنده، انتشارات Ibis منتشر شده بود. آزمایشگاه پرنده‌شناسی کرنل از آن زمان به‌روزرسانی‌های سالانه را ارائه کرده‌است، معمولاً در ماه اوت، و جدیدترین نسخه در قالب‌های مختلف به صورت آنلاین در دسترس است. این به‌روزرسانی‌ها بازتاب‌دهندهٔ دگرگونی پیوسته در طبقه‌بندی پرندگان بر اساس پژوهش‌های منتشر شده‌است.
کلمنتز فهرست رسمی است که توسط انجمن پرنده‌نگری آمریکا برای پرندگان در سراسر جهان استفاده می‌شود. eBird همچنین از چک‌لیست Clements به عنوان لیست پایه برای طبقه‌بندی eBird خود استفاده می‌کند که علاوه بر گونه‌ها شامل دورگه‌ها و دیگر جانداران غیرگونه‌ای گزارش‌شده توسط پرنده‌نگرها می‌شود.